# Тейлор Гарвуд-Белліс
Тейлор Гарвуд-Белліс (англ. Taylor Harwood-Bellis; нар. 30 січня 2002, Стокпорт) — англійський футболіст, захисник клубу «Саутгемптон» та національної збірної Англії.
Виступав також за клуб «Манчестер Сіті».
Володар Кубка англійської ліги. Володар Суперкубка УЄФА.

## Клубна кар'єра
Народився 30 січня 2002 року в місті Стокпорт. Вихованець футбольної школи клубу «Манчестер Сіті». Дорослу футбольну кар'єру розпочав 2019 року в основній команді того ж клубу. 
Згодом з 2021 по 2023 рік грав у складі команд «Блекберн Роверз», «Андерлехт», «Сток Сіті» та «Бернлі».
До складу клубу «Саутгемптон» приєднався 2023 року. Станом на 3 липня 2024 року відіграв за клуб з Саутгемптона 40 матчів в національному чемпіонаті.

## Виступи за збірні
У 2017 році дебютував у складі юнацької збірної Англії (U-16), загалом на юнацькому рівні взяв участь у 28 іграх, відзначившись 5 забитими голами.
Залучався до складу молодіжної збірної Англії. На молодіжному рівні зіграв у 23 офіційних матчах.
У 2024 році дебютував в офіційних матчах у складі національної збірної Англії.
| Дата       | Місто  | Господарі | Результат | Гості    | Турнір                               | Голи | Примітки |
| ---------- | ------ | --------- | --------- | -------- | ------------------------------------ | ---- | -------- |
| 17-11-2024 | Лондон | Англія    | 5 – 0     | Ірландія | Ліга націй УЄФА 2024-2025 - 1-й етап | 1    | 62'      |
| Усього     |        | Матчів    | 1         |          | Голів                                | 1    |          |

## Титули і досягнення

### Командні
- Володар Кубка англійської ліги (1):

«Манчестер Сіті»: 2019-2020
- Володар Суперкубка УЄФА (1):

«Манчестер Сіті»: 2023

### Особисті
- Символічна збірна турніру: Молодіжний чемпіонат Європи з футболу 2023